# Symfonie nr. 6 (Tüür)
Erkki-Sven Tüür voltooide zijn Symfonie nr. 6 Strata in 2007. Tüür gaf in het verleden aan dat (bijna) al zijn symfonieën voorzien zijn van een bijtitel omdat hij al zijn werken voor orkest de titel symfonie meegeeft. De titel van dit werk is volgens zijn visie dus 'Strata en verwijst naar geologische lagen. Het werk is opgedragen aan Anu Tali en haar Noords symfonieorkest. Zij verzorgden vervolgens in 2007 de eerste uitvoering en opnamen van dit werk.
Strata is tevens symfonie genoemd omdat het de klassieke indeling van een symfonie volgt. Er is een introductie, een scherzo (sneller en agressiever), een verdieping en een finale. Tüür gebruikt dat alles in een eendelig werk, maar de genoemde secties zijn duidelijk waar te nemen. In de introductie is de gelaagdheid te horen. Lang aangehouden massief klinkende tonen worden afgewisseld met borrelende klanken van harp en piano. Na circa elf minuten wordt alles verhevigd met name de slagwerkpartijen hebben het druk. Na 21 minuten komt de symfonie ineens tot stilstand, percussie is er dan een aantal minuten niet te horen (de verdieping). De finale laat een terugkeer van het slagwerk horen, maar de symfonie gaat als een nachtkaars uit. Er zijn meer symfonische trekjes te horen. Er is een motief dat gedurende het gehele werk op diverse plaatsen terugkomt, ook in een inversie. De rockinvloeden, een handtekening van deze componist, ontbreken ook in dit werk niet.  
Tüür schreef zijn zesde symfonie voor:
- 3 dwarsfluiten, 3 hobo’s, 3 klarinetten, 3 fagotten
- 4 hoorns, 3 trompetten, 3 trombones, 1 tuba
- pauke, 3 man/vrouw percussie, piano, harp, elektronica
- violen, altviolen, celli, contrabassen